# Bevölkerungsgeographie
Die Bevölkerungsgeographie bzw. Bevölkerungsgeografie ist ein Teilgebiet der Humangeographie. In ihr befasst man sich mit Hilfe wissenschaftlicher Erhebungs- und Darstellungsmethoden mit der Bevölkerung einer Raumeinheit. Von Interesse können unter anderem sein:
- Bevölkerungsdichte und -verteilung,
- Bevölkerungsstrukturen (beispielsweise Alterszusammensetzung, Statusmerkmale etc.),
- natürliche Bevölkerungsentwicklung, d. h. Veränderungen der Einwohnerzahl (Geburtenrate/Sterberate),
- kurz- oder langfristige räumliche und/oder soziale Mobilität der Gebietsbevölkerung (siehe auch Migrationsforschung),
- Prognosen der zukünftigen Bevölkerungszusammensetzung und Einwohnerzahl.

Mit den hier beispielhaft aufgezeigten Fragestellungen sind Fragen der Definition von Raumeinheiten sowie eine Reihe weiterer statistischer Fragen und Definitionen verbunden. Das Beispiel der Einwohnerzahl macht es deutlich: Hier kann man zwischen einer De-jure-Zahl und einer De-facto-Angabe unterscheiden. In Ländern mit einem geregelten Einwohnermeldewesen ist häufig die De-jure-Einwohnerzahl einfach zu erheben: Man verwendet die Zahl der Einwohner, die zu einem bestimmten Zeitpunkt in einer bestimmten Raumeinheit mit ihrem dauerhaften Wohnsitz gemeldet waren. Von dieser statistischen Größe weicht jedoch die De-facto-Bevölkerung – also die tatsächlich in einem Gebiet augenblicklich anwesenden Personen – in mehr oder weniger großem Maße ab (zum Beispiel Personen, die aus unterschiedlichen Gründen dort nicht gemeldet sind oder nur ihren Arbeitsplatz im Gebiet haben u. v. m.).
Gemäß Jürgen Bähr wird „(a)ls Bevölkerung […] die Summe der Einwohner eines genau bezeichneten Gebietes zu einem genauen Zeitpunkt bezeichnet.“

## Anwendungen
Eine Vielzahl von Planungen beruht auf möglichst exakten Zahlenangaben für die Gesamtbevölkerung oder Teilpopulationen eines Raumes oder einer Raumeinheit. Da Planungen auf zukünftige Entwicklungen Bezug nehmen, für die keine genauen Angaben existieren können, muss mit geeigneten wissenschaftlichen Verfahren aus Erkenntnissen der Vergangenheit und Gegenwart auf die Zukunft geschlossen werden. Hierbei sind die Methoden der Bevölkerungsgeographie besonders gefragt.